# Lagoptera javanica
Thyas javanica là một loài bướm đêm trong họ Erebidae.